# Claude Jade
Claude Jade (Dijon, 8. listopada 1948. – Boulogne-Billancourt, 1. prosinca 2006.), francuska filmska glumica.

## Filmografija
- Ukradeni poljubci (1968)
- Topaz (1969)
- Doktor u crvenom plaštu (Mon oncle Benjamin) (1969)
- San ljetne noći (Le songe d'une nuit d'été) (1969)
- Zajednički stol i postelja (1970)
- Le Bateau sur l'herbe (1971)
- Sheherazade (1971)
- Vratena Ljubav (Les feux de la chandeleur) (1972)
- Home sweet Home (1973)
- Prêtres interdits (1973)
- Le malin plaisir (1975)
- Le collectionneur de cerveaux (1976)
- Kita no misaki (japanski film, 1976)
- Una spirale di nebbia (1977)
- Le pion (1978)
- L'amour en fuite (Ljubavi na bijegu) (Ljubav u bekstvu] (1979)
- Otok s trideset lijesova (1979)
- Teheran 43 pokušaj atentata (1981)
- Lenjin u Parizu (1981)
- Djevojčica u sunčanicama (1984)
- Čovjek koji nije bio ondje (1987)
- Tableau d'honneur (1992)
- Dobra večer (Bonsoir) (1994)
- Splav meduse (1990/1998)
- Cap des Pins (1998-2000)
- La Crim: Le secret (2004)
- Groupe Flag: Vrai ou faux (2005)
- Célimène et le cardinal (2006)

## Vanjske poveznice
- Claude Jade u internetskoj bazi filmova IMDb-u
- Životopis na francuskom  Arhivirana inačica izvorne stranice od 20. rujna 2020. (Wayback Machine)
- Claude Jade Tv profil hrvatski